# Последња вожња
„Последња вожња” је југословенски ТВ филм из 1980. године. Режирао га је Драгослав Лазић а сценарио је написао Данило Николић.

## Улоге
| Глумац      | Улога |
| ----------- | ----- |
| Ратко Сарић |       |